# Melquisedec
Melquisedec (מַלְכִּי־צֶדֶק / מַלְכִּי־צָדֶק, hebreu estàndard Malki-ẓédeq / Malki-ẓádeq, hebreu tibaria Malkî-ṣéḏeq / Malkî-ṣāḏeq), en l'Antic Testament, és un notable summe sacerdot, profeta i líder que va viure després del Diluvi i durant els temps d'Abraham. Se l'anomenà rei de Salem (Jerusalem), Rei de pau, Rei de justícia (el significat hebreu del vocable Melquisedec) i sacerdot del Déu Altíssim.

## Sacerdot i rei
Melquisedec és el sacerdot receptor del primer delme registrat en la Bíblia, donat per Abraham i el primer sacerdot-rei. Aquesta doble funció que més tard fou prohibida per Déu, com consta en el Llibre dels Nombres.
| « | "Les funcions sacerdotals, deixa-les a càrrec de Aarón i els seus fills. Si algú, sense ser sacerdot s'atreveix a exercir-les, morirà." | » |

Aquest manament presenta una contradicció, perquè hi ha un summe sacerdot a qui Abraham entregà el delme, Melquisedec. Igual passa amb Jesús com sacerdot a la manera de Melquisedec. El sacerdoci de Jesús és comparat amb el de Melquisedec en Hebreus 6:20.

## Textos gnòstics
Melquisedec és el títol del primer escrit del còdex IX de Nag Hammadi (NH IX 1-27). És un text escrit en llengua copta que presenta notables llacunes, escrit originalment en grec, probablement a Egipte durant el segle iii.
El text reflecteix una mescla dels costums jueus, cristians i gnòstics, la seva presentació de Melquisedec és un bon exemple, no és sols l'ancià "Sacerdot del Déu Altíssim", com en l'Antic Testament, sinó que també apareix com "Summe Sacerdot" escatològic i guerrer "sagrat".
Per les seves referències cristològiques, la seva oposició al docetisme, i la seva exegesi sorprenent de la carta als hebreus, aquest tractat representa una mostra cristianitzant dels setians gnòstics. El seu contingut és coherent, i malgrat la seva aparença apocalíptica, és essencialment litúrgic i orientat a la comunitat.
Melquisedec es presenta tan etern com el seu sacerdoci. Ha estat en el món des del principi del temps, i si quedarà fins al final. És el primer graó en l'escala que ascens les ànimes il·luminades.

## Papir 11Q13 de la Mar Morta
El Papir 11Q13 (11QMelch) és un fragment (que pot ser de finals del segle ii o començament del segle i aC), d'un text sobre Melquisedec que es troba a la Cova 11 a Qumran, Israel i que comprèn part dels Manuscrits de la mar Morta. En aquest text escatològic, Melquisedec és vist com un àngel o ésser diví i amb títols hebreus com Elohim que s'apliquen a ell. Segons aquest text, Melquisedec proclama el "Dia de l'Expiació". També jutjarà als pobles.